# 라스트 부르맨
라스트 부르맨(March Or Die)은 미국에서 제작된 딕 리처즈 감독의 1977년 영화이다. 진 핵크만 등이 주연으로 출연하였고 제리 브룩하이머 등이 제작에 참여하였다.

## 출연

### 주연
- 진 핵크만
- 테렌스 힐
- 까뜨린느 드뇌브
- 막스 폰 시도우

### 조연
- 이안 홈
- 루퍼스
- 잭 오할로런
- 마르셀 보주피
- 앤드레 펜번